# Ossancora
Ossancora — рід прісноводних риб з родини Бронякові ряд сомоподібних. Має 4 види. Тривалий час більшість видів відносилося до роду Doras. Лише у 2011 році їх виокремлено у самостійний рід. До них додано вид Ossancora asterophysa.

## Опис
Загальна довжина представників цього роду досягають 11 см. Голова дещо широка і трохи сплощена зверху. Морда тягнеться донизу. Є 3 пари дуже маленьких вусиків. Очі невеликі. Тулуб широкий. Уздовж бічної лінії проходять суцільні кісткові щитки, що сильно стирчать колючками у бік. Спинний плавець невеличкий, високий, до 4 променів та 1 жорстким променем. Грудні промені доволі широкі. Черевні, анальний, жировий плавці маленькі. Хвостовий плавець сильно розрізано.
Забарвлення сірувате, коричнювате, рожеве зі світлими відтінками.

## Спосіб життя
Зустрічаються в прісноводних водоймах. Воліють тихі спокійні місця. Активні вночі або сутінках. Вдень ховаються серед рослин, коренів і листя. Живляться рибою та водними безхребетними.

## Розповсюдження
Мешкають у басейні річки Амазонка, річках Парана, Парагвай, Ла-Плата у межах Бразилії, Болівії та Аргентини.

## Види
- Ossancora asterophysa
- Ossancora eigenmanni
- Ossancora fimbriatus
- Ossancora punctatus